# Grand Prix Colli Rovescalesi
Le Grand Prix Colli Rovescalesi (en italien : Gran Premio Colli Rovescalesi) est une course cycliste italienne qui se déroule au mois d'août à Rovescala, en Lombardie. Cette épreuve est organisée depuis 1948 par un club local. Elle fait partie du calendrier national de la Fédération cycliste italienne.
Les éditions 2020 et 2021 sont annulées en raison du contexte sanitaire lié à la pandémie de Covid-19.